# Wierchnia
Wierchnia (dawn. Wirchnia, Wirchne) – część wsi Gładyszów w Polsce, położona w województwie małopolskim, w powiecie gorlickim, w gminie Uście Gorlickie. Dawniej odrębna wieś.
Znajduje się tu Cmentarz wojenny nr 61 – Wirchne.

## Historia
Pod zaborem austriackim Wirchne stanowiło gminę jednostkową w powiecie Gorlice w cyrkule jasielskim, liczącą w 1854 roku 139 mieszkańców.
W Polsce Wirchne  stanowiło gminę w powiecie gorlickim w województwie krakowskim, liczącą w 1921 roku 158 mieszkańców.
W latach 1975–1998 miejscowość administracyjnie należała do województwa nowosądeckiego.